# Oazu Nantoi
Oazu Nantoi (n. 3 februarie 1948, Vancicăuți) este un politician și analist politic din Republica Moldova.

## Biografie
Părinții săi s-au născut români, creștini ortodocși, în satul Vancicăuți din județul Hotin. Oazu Nantoi, născut tot acolo în perioada sovietică, a fost înscris moldovean, iar certificatul său de naștere este scris în limba ucraineană. Pe când studia in liceu, mama sa, inspirată de eposul indian, a spus că, atunci când se va căsători și va avea un fecior, o să-i pună numele Oazu. Tatăl său era director de școală iar mama învățătoare în sat. Tatăl, în urma unui conflict din interiorul colectivului, a plecat în alt sat, dar numai pentru un an, și, în 1965, la 36 de ani, s-a mutat la Chișinău și a intrat la aspirantură (istoria PCUS-ului). În 1965 s-a mutat și Oazu la Chișinău. Când s-a reconstituit Institutul Pedagogic, tatălui i s-a propus postul de decan al Facultății de Filologie. El a acceptat, cu condiția să i se repartizeze un apartament. Atunci s-a mutat și mama sa la Chișinău.
În timp ce făcea studii la Politehnică, Oazu a fost selecționat în echipa Moldovei la parașutism. După o întrerupere de 31 de ani, în 2004, a reluat săriturile cu parașuta. Nu a fost membru al Partidului Comunist al Moldovei. În 1970 a absolvit Institutul Politehnic din Chișinău. A lucrat la Academia de Științe a Moldovei.

## Activitate profesională
În anii 1990-1991 a fost Director general adjunct la Agenția "Moldova-Press". În 1991-1992 a fost Șef al Direcției Analiza Politică pe lânga Președintele Republicii Moldova. În perioada 1995-1998 a fost Director al întreprinderii "Euro-alco". Din 2000 până în prezent, este Director de programe în managementul conflictelor, de la Institutul de Politici Publice. În anii 1992-1994 și 1996-1998 a fost membru al Senatului Fundației Soros din Moldova.

## Activitate politică
Pe 13 octombrie 1989 a fost ales vicepreședinte al Sfatului Frontului Popular din Moldova. Pe 13 mai 1990 a creat Partidul Social-Democrat din Moldova. În anii 2009-2010 a fost deputat in Parlamentul Republicii Moldova. din partea Partidului Democrat. A fost propus pentru a deveni candidat la alegerile pentru președinția Moldovei.
În martie 2015 a aderat la formațiunea lui Iurie Leancă, Partidul Popular European din Moldova, și a devenit candidatul blocului electoral „Platforma Populară Europeană din Moldova — Iurie Leancă” la funcția de primar general al municipiului Chișinăului. La alegerile locale din Chișinău din 14 iunie 2015, Oazu Nantoi a acumulat 10,18% din sufragii, clasându-se pe locul 3 în primul tur, după Dorin Chirtoacă și Zinaida Greceanîi și astfel nereușind să acceadă în turul doi de scrutin.
În 2015 a participat la fondarea Platformei Civice „Demnitate și Adevăr”.

## Viață personală
Oazu Nantoi este căsătorit și are doi băieți: Sergiu (n. 13 octombrie 1973) și Gheorghe.